# Северин, Пётр Арсентьевич
Пётр Арсентьевич Северин (11 декабря 1909 года, Малые Автютевичи, Речицкий уезд, Минская губерния, Российская Империя — 1989 год, Москва, СССР) — военный лётчик, участник боёв на Халхин-Голе, Советско-Финляндской войны, Великой Отечественной войны, начальник связи эскадрильи.

## Биография
Родился в 1909 году в деревне Малые Автютевичи.
С 1931 года на службе Военно-воздушных сил РККА в звании старшего лейтенанта.
В 1940 году участвовал в Советско-Финляндской войне в составе командиров 16-го скоростного бомбардировочного авиационного полка. С 22 июня 1941 года участвовал в Великой Отечественной войне.
С июля 1939 года по апрель 1943 года служил стрелком-радистом, с апреля 1943 года — начальником связи эскадрильи 1-го транспортного авиационного полка 2-й авиационной краснознаменной дивизии особого назначения. Летал на самолётах Ли-2, Douglas C-47 Skytrain, и Consolidated B-24 Liberator. Произвёл 325 оперативных вылетов к линиям фронта с генералами Ставки Верховного Главнокомандования Красной Армии. В 1943 году обеспечивал правительственные перелёты на Тегеранскую конференцию, в 1944 году — на Ялтинскую конференцию. Поставил службу и обеспечивал надёжной двусторонней радиосвязью самолёты с наземными радиостанциями. Подготовил и ввёл в строй молодых радистов на самолётах Ли-2 и С-47. Часто замещал начальника связи полка. При выполнении особых полётов в воздухе, работал с радиостанциями трасс и радиопеленгаторами, чем способствовал выводу самолёта к месту посадки в сложных метеоусловиях.
С 1945 по 1957 годы в продолжил службу в 1-м транспортном авиаполку. С 1957 года — пенсионер Министерства обороны СССР с выслугой в Военно-воздушных силах 27 лет.